# Karangawen, Yogyakarta
Karangawen är en administrativ by i Indonesien. Den ligger i provinsen Yogyakarta, i den västra delen av landet, 500 km sydost om huvudstaden Jakarta. Karangawen ligger vid sjön Danau Karang Kidul.